# ماسارو اوکونیشی
ماسارو اوکونیشی (به ژاپنی: 奥西勝، زاده ۱۴ ژانویه ۱۹۲۶–۴ اکتبر ۲۰۱۵) یک قاتل محکوم بود که به مدت ۴۶ سال در ژاپن در انتظار اعدام بود.

## زندگی
ماسارو اوکونیشی در روستای کوهستانی و دورافتاده کوزوئو در نزدیکی ناباری زندگی می‌کرد. او از سال ۱۹۴۲ تا ۱۹۴۴ در راه‌آهن ملی ژاپن استخدام شد و از سال ۱۹۴۴ تا ۱۹۴۵ در جنگ جهانی دوم سرباز بود. پس‌از آن به کشاورزی پرداخت. در سال ۱۹۴۷ با زنی به نام چیکو ازدواج کرد و صاحب یک پسر و یک دختر شد.
اوکونیشی در ۲۸ مارس ۱۹۶۱ پنج زن ازجمله همسرش را به‌طرز مرگباری مسموم کرد. قربانیان ساکیای را که با آفت‌کش‌ها مخلوط شده بود نوشیده بودند. دوازده نفر دیگر زنده ماندند، اما علائم مسمومیت نیز نشان دادند.
در اولین محاکمه، اوکونیشی اعتراف خود را به این عمل که به گفته او تحت‌فشار پلیس انجام شده بود پس گرفت. او در دسامبر ۱۹۶۴ به‌دلیل کمبود شواهد تبرئه شد، اما پس‌از درخواست تجدیدنظر توسط دادستانی مجدداً مجرم شناخته شد و در سپتامبر ۱۹۶۹ به اعدام محکوم شد. این حکم توسط دادگاه عالی ژاپن در ۱۵ ژوئن ۱۹۷۲ تأیید شد. او ۷ مرتبه به این حکم اعتراض کرد. دادگاه جنایی ناگویا با درخواست او برای محاکمه مجدد موافقت کرد، اما در آوریل ۲۰۰۵ پرونده منتفی شد.
اوکونیشی در سال ۲۰۰۳ به سرطان معده مبتلا شد. او در ژوئن ۲۰۱۲ از زندان ناگویا به بیمارستان زندان هاچیوجی منتقل شد و در اکتبر ۲۰۱۵ در همان بیمارستان و در سن ۸۹ سالگی درگذشت.